# Combats de Monchy-au-Bois
Première Guerre mondiale
Batailles
Front d'Europe de l’Ouest
- Liège (8-1914)
- Namur (8-1914)
- Frontières (8-1914)
- Anvers (9-1914)
- Grande Retraite (9-1914)
- Marne (9-1914)
- Course à la mer (9-1914)
- Yser (10-1914)
- Messines (10-1914)
- Ypres (10-1914)
- Givenchy (12-1914)
- 1re Champagne (12-1914)
- Hartmannswillerkopf (1-1915)
- Neuve-Chapelle (3-1915)
- 2e Ypres (4-1915)
- Colline 60 (4-1915)
- Artois (5-1915)
- Festubert (5-1915)
- Quennevières (6-1915)
- Linge (7-1915)
- 2e Artois (9-1915)
- 2e Champagne (9-1915)
- Loos (9-1915)
- Verdun (2-1916)
- Redoute Hohenzollern (3-1916)
- Hulluch (4-1916)
- 1re Somme (7-1916)
- Fromelles (7-1916)
- Arras (4-1917)
- Vimy (4-1917)
- Chemin des Dames (4-1917)
- 3e Champagne (4-1917)
- 2e Messines (6-1917)
- Passchendaele (7-1917)
- Cote 70 (8-1917)
- 2e Verdun (8-1917)
- Malmaison (10-1917)
- Cambrai (11-1917)
- Bombardements de Paris (1-1918)
- Offensive du Printemps (3-1918)
- Lys (4-1918)
- Aisne (5-1918)
- Bois Belleau (6-1918)
- 2e Marne (7-1918)
- 4e Champagne (7-1918)
- Château-Thierry (7-1918)
- Le Hamel (7-1918)
- Amiens (8-1918)
- Cent-Jours (8-1918)
- 2e Somme (9-1918)
- Bataille de la ligne Hindenburg
- Meuse-Argonne (10-1918)
- Cambrai (10-1918)

Front italien
Front d'Europe de l’Est
Front des Balkans
Front du Moyen-Orient
Front africain
Bataille de l'Atlantique
Les combats de Monchy-au-Bois sont, en octobre 1914, une victoire de l'armée impériale allemande sur l'armée française dans et autour de Monchy-au-Bois, dans le département du Pas-de-Calais (France). Ils font partie d'un ensemble de batailles appelé la « course à la mer ».
Après avoir perdu la ville dès le 9 octobre, les Français lancent de nombreux assauts infructueux pour essayer de la reprendre. Les combats durent jusqu'à la fin du mois.

## Contexte
Monchy-au-Bois est une commune de 781 habitants située entre Arras et Bapaume, dans le canton de Beaumetz-lès-Loges. Le village avait déjà été affecté par la guerre franco-allemande de 1870 lorsque, en janvier 1871, les Prussiens avaient menacé de le brûler à la suite d'une embuscade.
En septembre 1914, l'irrésistible avancée de l'armée allemande qui applique le plan Schlieffen est arrêtée par les forces franco-britanniques à la bataille de la Marne. Au cours des semaines suivantes, les combats se déplacent vers le nord car les deux armées essayent de se déborder mutuellement au cours d'une série d'opérations appelée la « course à la mer ».
Le 27 septembre, les Allemands prennent Bapaume, tenue par quelques régiments d'infanterie territoriale. Les territoriaux sont des soldats âgés de 34  à   49 ans, considérés comme trop vieux pour faire partie de l'armée d'active et gardés en réserve. Du 28 septembre au 3 octobre, les Français perdent de nombreuses villes jusqu'à Adinfer. À Monchy-au-Bois, les territoriaux préparent leurs défenses. Le 25e régiment d'infanterie territoriale (25e R.I.T.) et le 26e R.I.T. sont positionnés respectivement à l'est et à l'ouest de la commune. Des unités de chasseurs cyclistes et de hussards tirées de la 8e division de cavalerie (8e D.C.) les renforcent.

## Déroulement de la bataille
Les affrontements touchent Monchy-au-Bois le 5 octobre. La plupart des habitants sont évacués. Le village est enveloppé de brouillard et les Français envoient des patrouilles reconnaître les mouvements ennemis et y perdent quelques hommes. Les Allemands attaquent le 26e R.I.T. auquel ils infligent de nouvelles pertes. Du 6 au 9 octobre, les territoriaux renforcent leur défense sous les bombardements permanents de l'artillerie allemande qui détruisent une partie du village. Les habitants qui n'ont pas pu fuir se réfugient là où ils le peuvent, souvent dans les caves des maisons.

### 9 octobre: la chute de Monchy
Les tirs allemands s'intensifient le 9 octobre. Dans leurs tranchées de Bienvillers-au-Bois, le 11e régiment de dragons (11e R.D.) et le 14e R.I.T. sont durement pilonnés. Au même moment, des avions de reconnaissance survolent Monchy. Vers 15 h, l'attaque commence. Le 26e R.I.T. est rapidement enfoncé et, malgré quelques actes héroïques de résistance, il doit se replier en fin de journée vers Hannescamps, Bienvillers, Berles-au-Bois et Pommier en laissant derrière lui cinq officiers et 637 soldats tués ou blessés.

### 10 octobre: l'échec de la contre-attaque
Dès l'annonce de la perte du village, le commandement français ordonne sa reconquête. Deux patrouilles du 11e R.D. sont constituées. L'une d'entre elles s’infiltre dans Monchy en pleine nuit et abat un Allemand. Les Français découvrent que seuls quelques soldats occupent la commune et tiennent en respect les civils, aussi est-il décidé de contre-attaquer au plus vite : les 3e et 4e escadrons du 11e R.D. ainsi qu'un bataillon tiré du 14e R.I.T. sont rassemblés en pleine nuit en vue de l'assaut. Ils sont renforcés d'un bataillon du 26e R.I. et du 3e groupe d'automitrailleuses et d'auto-canons.
À 4 h du matin, les Français s'approchent en silence de Monchy, couverts par la nuit et le brouillard. Les dragons, comme ils en ont pris l'habitude, vont à pied. À 5 h, le 3e escadron attaque la première tranchée, creusée perpendiculairement à la route qui va vers Bienvillers, et massacre la quinzaine d'Allemands qui s'y trouvent. Les deux escadrons de dragons entrent alors dans Monchy par l'ouest, sécurisent le chemin creux qui va vers Berles et se regroupent. Une position allemande tenue par une trentaine d'hommes est prise. Au sud, le 26e R.I.T. force les défenses et entre à son tour dans le village, où quelques combats de rue ont lieu et des maisons sont incendiées ; enfin, à 6 h, les territoriaux du 14e R.I.T., mélangés à des dragons, atteignent le chemin creux et opèrent leurs jonctions avec les 3e et 4e escadrons. La première phase de la contre-attaque est un succès.
À partir de 7 h, les dragons et les territoriaux se mettent en route pour contourner Monchy par le nord-ouest mais sont arrêtés net par un feu intense. Équipés de batteries de mitrailleuses Maxim, les Allemands taillent en pièces les Français à chacune de leurs tentatives d'approche. Les territoriaux refusent d'avancer plus loin. Le brouillard commence à se dissiper en milieu de matinée, permettant à l'artillerie allemande de rejoindre le combat. Les dragons et les territoriaux battent en retraite vers le chemin creux mais, dès 10 h 15, le brouillard s'étant complètement levé, l'artillerie les prend pour cibles, forçant un nouveau recul vers Pommier. Le 26e R.I. se replie dans les tranchées entre Monchy et Bienvillers-au-Bois. Un duel d’artillerie s'engage entre les Français qui pilonnent Monchy et les Allemands dont les obus vont jusqu'à Bienvillers. 
Les Allemands s'enhardissent et chassent le 14e R.I.T. d'Hannescamps. Ils atteignent Foncquevillers. Le 26e R.I. et les 1er et 2e escadrons du 11e R.D. défendent avec succès Bienvillers mais la journée se termine sur un échec tactique cuisant des Français. Néanmoins, en attirant l'attention de l'ennemi sur ce secteur, la jonction entre le 10e et le 20e corps d'armée a pu se faire, un gain stratégique appréciable dans le cadre plus large de la course à la mer.

### 11 au 26 octobre: journées sanglantes
Le lendemain de la déroute, les Français se ressaisissent et repoussent les Allemands des abords de Foncquevillers. Les 12 et 13 octobre, le 4e bataillon de chasseurs à pied (4e B.C.P.) est à l'assaut d'Hannescamps tandis que le 2e B.C.P. reconnaît les défenses allemandes dans la région. Ses renseignements font conclure au commandement qu'un nouvel assaut sur Monchy-au-Bois ne pourrait réussir que de nuit. Le 2e B.C.P. relève alors le 18e régiment de dragons (18e R.D.) à Berles-au-Bois pour préparer cet assaut. Le 14, apprenant qu'Hannescamps est à nouveau français, le 2e B.C.P. se lance vers Monchy à 16 h 15, des positions sont prises. Le lendemain et le surlendemain, des éléments du 4e B.C.P. arrivent en renfort ; au sud du village, le 69e et le 79e R.I. tiennent le secteur.
L'attaque générale est prévue pour le 17 octobre. Les Français ont préparé leur plan : les 69e et 79e R.I. arriveront par le sud, le 2e B.C.P. par l'ouest et le 4e B.C.P., augmenté de la 8e division de cavalerie (8e D.C.), par le nord-est. Des unités du 10e corps d'armée lanceront un assaut vers Ransart au même moment. Après une matinée passée à attendre la dissipation du brouillard, l'artillerie français ouvre le feu vers 14 h 45. Les soldats se ruent à l'assaut avec de grandes difficultés, décimés par les mitrailleuses allemandes. À 19 h 30, il est décidé de s'arrêter là et de fortifier le terrain conquis. À 20 h, une contre-attaque allemande échoue.
Les attaques continuent les jours suivants. Le 19, une section d'infanterie est détruite par les tirs de ce qu'on croit être des minenwerfers et on demande des obusiers pour pouvoir rivaliser. Les Allemands commencent à utiliser des projecteurs pour éclairer le champ de bataille la nuit. Les tentatives de sape françaises n'aboutissent à rien. Le 23 octobre, le temps favorable permet aux avions de reconnaissance français de survoler Monchy et de régler le tir de l'artillerie. La situation se dégrade pour les Français et le ravitaillement commence à manquer. Le 26, le 2e B.C.P. est enfin relevé : il déplore 66 tués, 167 blessés et sept disparus dans ses rangs.

### 28 et 29 octobre: la dernière tentative française
Un nouvel assaut général est planifié pour le 28 octobre avec trois régiments d'infanterie : les 26e, 69e et 79e qui formeront trois colonnes arrivant de trois directions différentes. Une réserve est constituée à partir de six compagnies du 156e régiment d'infanterie. L'attaque est lancée à 5 h 45 : au sud, le 26e et le 79e R.I. sont arrêtés par les barbelés que les Allemands ont eu le temps de disposer à l'entrée du village. Soumis à un feu nourri, les hommes reculent. Au nord, le 69e R.I. est plus heureux et entre dans Monchy après que le génie a fait sauter les barricades qui en gardait l'accès. Des soldats ennemis sont capturés. Le régiment déferle dans les rues du village et coupe les communications téléphoniques provoquant la panique des Allemands qui finissent néanmoins par se ressaisir et qui encerclent les hommes du 69e. Une tentative de lui envoyer le 156e échoue dans un bain de sang. Vers 22 h, exténués et à court de munitions après une journée de combat de rue, les survivants du 69e se rendent. Les Allemands les traitent avec honneur et rendent hommage à leur résistance courageuse. Dans la nuit, des assauts des autres régiments sont repoussés. Le 69e compte 459 tués, blessés ou disparus. Des 240 hommes qui sont entrés dans Monchy, 136 seulement ont survécu.

## Épilogue
Après ces échecs sanglants, les combats se déplacent au nord. Les ruines de Monchy-au-Bois sont occupées et fortifiées par les Allemands pendant trois ans, jusqu'à la libération du village par les Britanniques en 1917.

## Pour approfondir